# الحمام الروماني كوتين
 الحمام الروماني كوتين  هو معلم أثري تونسي مصنف من قبل المعهد الوطني للتراث يقع في ولاية مدنين في الجنوب الشرقي التونسي، تحديدا في مدينة قصر كوتين تم تصنيف المعلم في يوم 22 مارس 1899 .

## مقالات ذات صلة
- قائمة المعالم الأثرية المصنفة في تونس